# Йоичиро Намбу
Йоичиро Намбу (на английски: Yoichiro Nambu) е американски физик от японски произход, носител на Нобелова награда за физика за 2008 г. за „откриването на механизма на тъй-нареченото спонтанно нарушение на симетрията във физиката на елементарните частици“.

## Биография
Роден е на 18 януари 1921 г. в Токио, Япония, но израства в провинциалния град Фукуи. Учи физика в Имперския университет в Токио (1940 – 1942). Получава докторска степен през 1952 г.
Отпътува за САЩ, като първоначално работи в Института за авангардни изследвания в Принстън, с Роберт Опенхаймер. От 1956 е доцент, а от 1958 г. е професор в Чикагския университет до пенсионирането си през 1991 г., като остава почетен професор на университета.
Умира на 94-годишна възраст в гр. Тойонака, Япония на 5 юли 2015 г.

## Научна дейност
Още през 1960 г. Намбу формулира математическото описание на спонтанното нарушение на симетрията в областта на физиката на елементарните частици. Счита се, че тези процеси са залегнали в основата на произхода на Вселената, която се е зародила след Големия взрив преди 14 милиарда години.
Намбу предлага и идеята за цветния заряд в квантовата хромодинамика и се счита за един от основателите на струнната теория.

## Признание
- Нобелова награда за физика (2008), с 2 японци (Макото Кобаяши и Тошихиде Маскава)
- Член на Академия на науките на САЩ и на Американската академия на науките и изкуствата (1971)
- Почетен член на Японската академия (1984)
- Медал Макс Планк, немски Physical Society (1985)
- Медал Дирак, Международен център за теоретична физика, Триест (1986)
- Sakurai награда, American Physical Society (1994)
- Wolf награда, правителството на Израел (1995)
- Gian Carlo Wick медал, Световната федерация на учените, Лозана (1996)
- Медал Бенджамин Франклин, Franklin Inst., Филаделфия (2005)